# Canciller de la Confederación Suiza

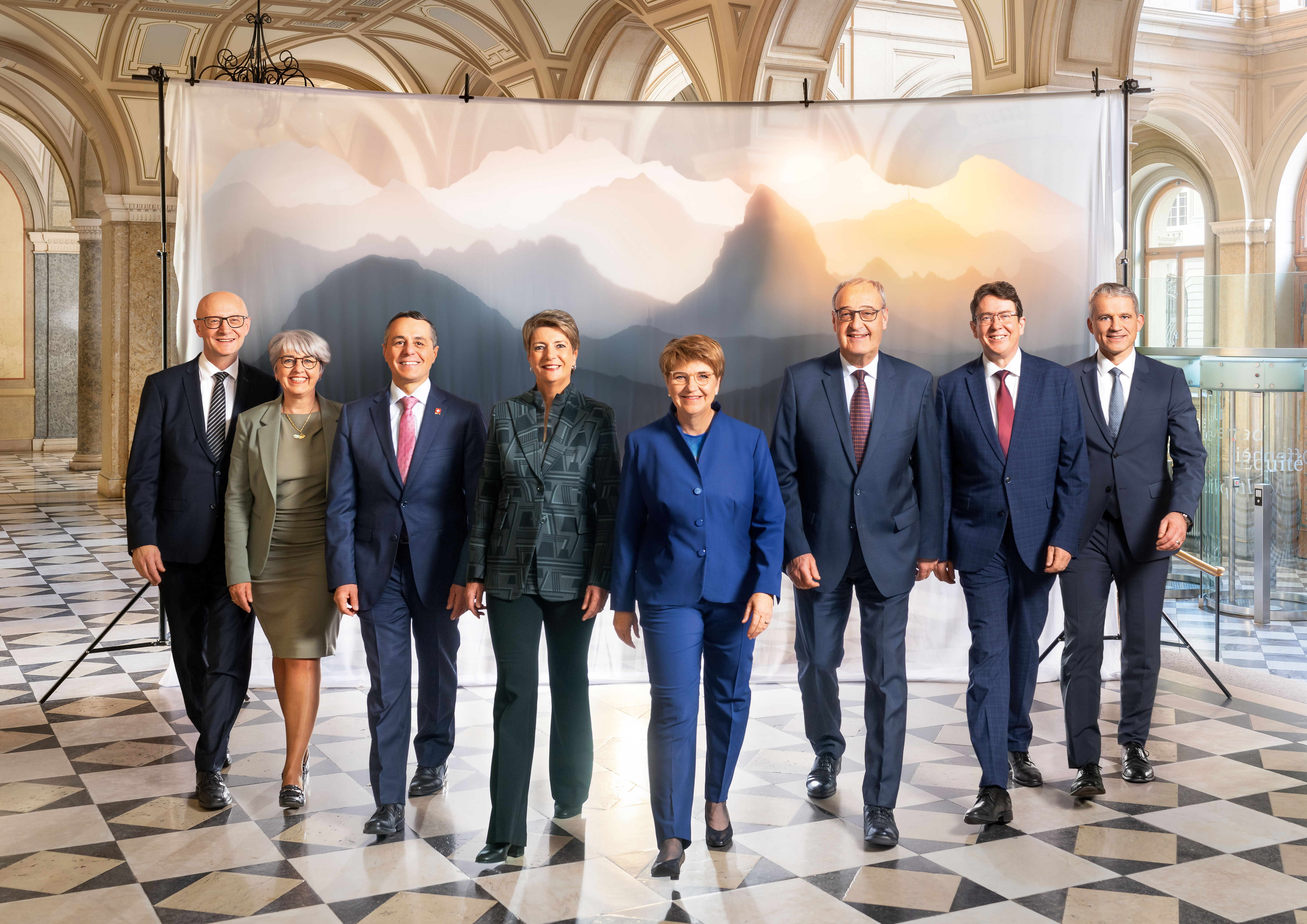
El Consejo Federal y el canciller de la Confederación (primero de la izquierda).

El canciller de la Confederación (en alemán: Bundeskanzler; en francés: Chancelier de la Confédération; en italiano: Cancelliere federale) es, en Suiza, el jefe de Gabinete del Consejo Federal, pero no es el jefe del Gobierno (función asumida por el Consejo Federal) ni pertenece a dicho Consejo. Es elegido por la Asamblea Federal, según las reglas que rigen la elección de los consejeros federales. El actual canciller de la Confederación es Viktor Rossi, elegido el 13 de diciembre de 2023 y con toma de posesión el 1 de enero de 2024, sucediendo a Walter Thurnherr.

## Función
A menudo se le denomina el «octavo consejero federal», asiste al Consejo Federal y al presidente de la Confederación en el cumplimiento de sus tareas y dirige la Cancillería Federal, con la asistencia de dos vicecancilleres.